# آبیک سفلی
آبیک سفلی روستایی از توابع بخش مرکزی شهرستان آبیک در استان قزوین ایران است.

## جمعیت
این روستا در دهستان خوزنان قرار دارد و براساس سرشماری مرکز آمار ایران در سال ۱۳9۵، جمعیت آن 101 نفر (31خانوار) بوده‌است.
دهیار روستا : مسعود اکبری
ریس شورا : رضا روستاپیشه
نایب ریس شورا : حمیدرضا ربانی
منشی شورا : منصور روستاپیشه